# السلطان مولاي إسماعيل (فرقاطة)
السلطان مولاي إسماعيل هي فرقاطة من فئة سيجما 9813 تابعة للبحرية الملكية المغربية. السفينة هي الثانية من ثلاث فرقاطات متعددة المهام من طراز سيجما طلبها المغرب من شركة دامن شيلد لبناء السفن البحرية، ودخلت الخدمة في عام 2012.

## التصميم والوصف
يبلغ طول الفرقاطة السلطان مولاي إسماعيل 97.91 م (321.2 قدم)، وعرضها 13.02 مترًا (42.7 قدمًا) وغاطسها 3.6 مترًا (12 قدمًا). تبلغ إزاحة الفرقاطة 1,950 طن متري (1,920 طن كبير) ويتم تشغيلها بواسطة محرك ديزل أو كهربائي من النوع (CODOE)، ويتكون من محركين بقوة 8,100 كيلووات (10,900 حصان)، وأربعة مولدات بقدرة 435 كيلو فولت أمبير/60 هرتز ومولد طوارئ بقدرة 150 كيلو فولت أمبير/60 هرتز. تبلغ سرعتها القصوى 27.5 عقدة (50.9 كم/ساعة)، ومدى يصل إلى 4000 ميل بحري (7400 كم) مع سرعة إبحار تبلغ 18 عقدة (33 كم/ساعة)، وقدرة تحمل تصل إلى 20 يومًا. تضم السفينة 91 فردا.
السفينة مسلحة بمدفع أوتو ميلارا 76 ملم/62 ومدفعين من طراز إف 2 عيار 20 ملم. بالنسبة للحرب السطحية، تم تجهيز السلطان مولاي إسماعيل بأربع قاذفات صواريخ مضادة للسفن إكزوست واثنتي عشرة خلية نظام إطلاق عامودي لصواريخ إم بي دي إيه ميكا المضادة للطائرات. بالنسبة للحرب المضادة للغواصات، فهي مجهزة بأنبوبين طوربيد بي 515 ثلاثي الأنابيب لطوربيد إم يو 90 إمباكت.
تتألف أجهزة الاستشعار والأنظمة الإلكترونية من رادار المراقبة الجوية/السطحية تاليس سمارت-إس، ورادار تاليس ليرود/الكهرو-بصري للتحكم في الحرائق، وسونار تاليس كينغكليب، ونظام إدارة القتال تاليس التكتيكي، وتاليس تي إس بي، وراداران ملاحيان، ونظام تدابير دعم الحرب الإلكترونية تاليس فيجيل 100، ورادار تاليس سكوربيون الإلكتروني المضاد، وقاذفتا نافذة تيرما إس كي دبليو إس.
لدى السلطان مولاي إسماعيل أيضًا حظيرة طائرات وسطح طيران لطائرة هليكوبتر تزن 9 أطنان. تحتوي السفينة أيضًا على زورقين قابلين للنفخ ذو هيكل صلب. 

## البناء والمهام
وقعت البحرية الملكية المغربية عقدًا مع شركة دامن في 6 فبراير 2008 لشراء ثلاث فرقاطات من طراز سيجما، يشار إليها أيضًا باسم "الفرقاطات المغربية متعددة المهام" وتقدر قيمة العقد بـ 1.2 مليار دولار أمريكي.  تم وضع الفرقاطة الثانية، وهي من تصميم سيجما 9813، في مارس 2009 في حوض بناء السفن دامن فليسينجن-إيست في فليسينجن، هولندا.  تم إطلاق السفينة في 2 فبراير 2011، ثم تم سحبها إلى حوض بناء السفن في مدينة فليسينجن في دامن لتجهيزها.  أكملت السفينة تجارب القبول في البحر في ديسمبر 2011. 
تم نقل السلطان مولاي إسماعيل إلى البحرية الملكية المغربية وتم تكليفها في 10 مارس 2012.  في الأسابيع الثلاثة التالية، خضع طاقم السفينة لتدريب على سلامة الإبحار في دن هيلدر وبحر الشمال، بمساعدة أفراد البحرية الملكية الهولندية. وفي ختام الدورة التدريبية في أبريل 2012، بدأت الفرقاطة رحلتها الأولى إلى المغرب. 